# Travelin' (альбом Джона Лі Гукера)
Travelin' — студійний альбом американського блюзового музиканта Джона Лі Гукера, випущений у 1960 році лейблом Vee-Jay.

## Опис
Цей альбом Джона Лі Гукера став для нього другим лейблі Vee-Jay після I'm John Lee Hooker (1959). Записаний 1 березня 1960 року в Чикаго з гітаристом Лефті Бейтсом і ударником Джиммі Тернером. Пісні «No Shoes»/«Solid Sender» і «Dusty Road» були випущені на синглі. Пісня «No Shoes» у 1960 році посіла 21-е місце в чарті R&B Singles журналу «Billboard»
Текст до альбому написав Нет Гентофф, спів-редактор журналу «The Jazz Reviev».

## Список композицій
1. «No Shoes» (Джон Лі Гукер) — 2:10
2. «I Wanna Walk» (Джон Лі Гукер) — 2:15
3. «Canal Street Blues» (Джон Лі Гукер) — 2:30
4. «Run On» (Джон Лі Гукер) — 2:10
5. «I'm a Stranger» (Джон Лі Гукер) — 2:35
6. «Whiskey and Wimmen'» (Джон Лі Гукер) — 2:10
7. «Solid Sender» (Джон Лі Гукер) — 2:30
8. «Sunny Land» (Джон Лі Гукер) — 2:15
9. «Goin' to California» (Джон Лі Гукер) — 2:20
10. «I Can't Believe» (Джон Лі Гукер) — 2:37
11. «I'll Know Tonight» (Джон Лі Гукер) — 2:35
12. «Dusty Road» (Джон Лі Гукер) — 2:09

## Учасники запису
- Джон Лі Гукер — вокал, гітара
- Лефті Бейтс — гітара [не зазначений]
- Джиммі Тернер — ударні [не зазначений]

Технічний персонал
- Нет Гентофф — текст

## Хіт-паради
Сингли
| Рік  | Сингл      | R&B Singles | Billboard Hot 100 |
| ---- | ---------- | ----------- | ----------------- |
| 1960 | «No Shoes» | 21          |                   |